# 392 (số)
392 (ba trăm chín mươi hai) là một số tự nhiên ngay sau 391 và ngay trước 393.